# Mocmex
Mocmex — троянская программа, найденная в цифровых фоторамках в феврале 2008 года. Это была первая серьезная вредоносная программа в цифровых фоторамках. Троян был отслежен до группы в Китае.

## Описание
Mocmex собирает пароли для онлайн-игр. Mocmex загружает файлы из удаленных локаций и скрывает случайно названные файлы на зараженных компьютерах. Кроме того, он перезаписывается на другие переносные устройства хранения данных, которые были подключенны к зараженному компьютеру (проникает как троян, подгружает дополнения и далее распространяется как вирус). Способен распознавать и блокировать антивирусную защиту от более чем ста охранных компаний и встроенный брандмауэр Windows. Таким образом, вирус трудно удалить. Отраслевые эксперты описывают авторов троянской программы как профессионалов и называют Mocmex «ядерной бомбой вредоносных программ».

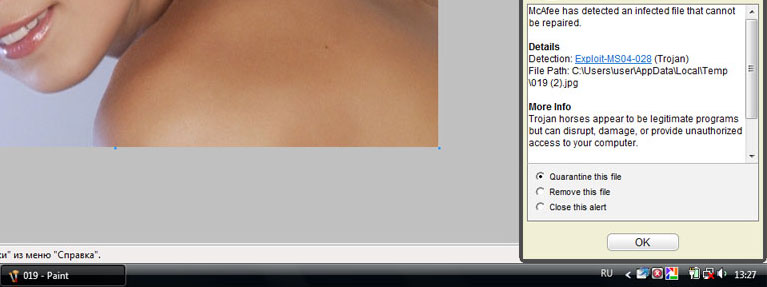
Безопасная активация протрояненого jpg-изображения. Антивирус диагностировал и блокировал угрозу.

Mocmex — самоназвание. Длинные имена текстовых логов, генерируемых малварью на инфицированном компьютере, содержат по центру, сигнатуру mocmex (или анаграмму из этих букв).
Протрояненое jpg-изображение, при совершении определённых действий жертвы, способно активироваться, создать и запустить в папке \Temp\ исполняемый  файл (exe-файл). Антивирусы, в большинстве случаев, способны ликвидировать угрозы, диагностируя возникающую проблему, как Exploit-MS04-028. Однако активация может произойти и с полным подавлением антивирусной программы.

## Защита
Хотя Mocmex может быть описан как серьезный вирус, защита не трудна. Прежде всего, важно наличие обновленного антивирусного программного обеспечения, если, конечно, вирусописатели не опережают производителей антивирусов (что и произошло с Mocmex). Еще один способ — это проверить цифровую фоторамку на наличие вредоносных программ на компьютере с Mac OS или Linux перед подключением к компьютеру с Windows, а также отключить автозапуск на Windows.

## Влияние
Большая часть цифровых фоторамок была изготовлена в Китае, преимущественно в Шэньчжэне. Отрицательная огласка последовавшая в средствах массовой информации, ожидаемо оказала негативное воздействие на китайских производителей. Mocmex был обнаружен всего через несколько месяцев после проблемы качества игрушек, произведенных в Китае, и вновь привлёк внимание западных стран, приведшее к снижению качественной репутации китайской продукции.

## Сноски
1. ↑  Chinese PC virus may have hidden agenda  (Дата обращения: 23 ноября 2015)
2. ↑  MS04-028 JPEG Exploit on Windows Vista (32 bit) October 22, 2007 Архивная копия от 22 декабря 2015 на Wayback Machine  (Дата обращения: 11 декабря 2015)
3. ↑  win32/Exploit.MS04-028 - как извести заразу? 05.05.2010 Архивная копия от 22 декабря 2015 на Wayback Machine  (Дата обращения: 11 декабря 2015)
4. ↑  Microsoft Security Bulletin MS04-028 - Critical Архивная копия от 22 декабря 2015 на Wayback Machine  (Дата обращения: 11 декабря 2015)
5. ↑  Disabling Autorun securely Архивная копия от 20 февраля 2009 на Wayback Machine  (Дата обращения: 23 ноября 2015)
6. ↑  State of Security: China's Trojan Horse Архивировано 5 июля 2008 года.
7. ↑  Digital Photo Frames - Virus on digital photo frame - Products from China a security threat? Архивная копия от 3 марта 2016 на Wayback Machine  (Дата обращения: 23 ноября 2015)